# Gegevensbeschermingsautoriteit (België)
De Gegevensbeschermingsautoriteit is een Belgische overheidsinstelling die toeziet op de bescherming van de privacy bij de verwerking van persoonsgegevens. Zij is sedert 25 mei 2018 de opvolger van de Commissie voor de bescherming van de persoonlijke levenssfeer (CBPL), beter bekend onder de benaming Privacycommissie.
De Gegevensbeschermingsautoriteit werd ingesteld in uitvoering van de wet van 3 december 2017 tot oprichting van de Gegevensbeschermingsautoriteit, in uitvoering van de Europese algemene verordening gegevensbescherming (GDPR), die de oprichting van een dergelijke autoriteit voorschrijft. De wet van 3 december 2017 heft de bepalingen van hoofdstuk VII en VIIbis uit de wet van 8 december 1992 op, die de oprichting en werking van de vroegere Commissie regelden.
Op 1 september 2023 is bekendgemaakt dat de Gegevensautoriteit 389 zaken seponeert. De autoriteit lijdt namelijk aan een ernstig personeelstekort.

## Structuur
De Gegevensbeschermingsautoriteit is samengesteld uit zes organen (art. 7 Wet 2018)
- een directiecomité, bestaande uit de hoofden van de vijf hierna genoemde diensten;
- een algemeen secretariaat ondersteunt de werking en verzorgt de communicatie;
- een eerstelijnsdienst, die klachten ontvangt, bemiddelt en voorlicht;
- een kenniscentrum, dat adviezen verstrekt aan de bevoegde overheden;
- een inspectiedienst, het onderzoeksorgaan;
- een geschillenkamer, het administratief geschillenorgaan.

Daarnaast fungeert nog een onafhankelijke, externe reflectieraad, die de instelling adviseert (art. 8 Wet 2018). De leden hiervan worden benoemd door de Kamer van volksvertegenwoordigers.
De Gegevensbeschermingsautoriteit is een tweetalige instelling. De Franstalige benaming is  Autorité de protection des données. Het directiecomité bestaat uit evenveel Nederlandstalige als Franstalige leden (art. 40 Wet 2018). De diensthoofden worden voltijds benoemd, en mogen geen activiteiten uitoefenen die hun onafhankelijkheid zouden kunnen schaden. Na hun mandaat mogen zij gedurende twee jaar geen functie bekleden die voor hen voordelen zouden opleveren vanuit de uitoefening van hun mandaat (draaideurpolitiek) (art. 44 Wet 2018).

## Vlaanderen
Voor toezicht op de uitwisseling van persoonsgegevens, het elektronisch bestuurlijk gegevensverkeer, door de Vlaamse administratie, is door het decreet van 18 juli 2008 een Vlaamse Toezichtcommissie opgericht. Het decreet werd nadien nog gewijzigd, en aangevuld met de oprichting van een dienstenintegrator, en de functie van veiligheidsconsulent. Deze Commissie valt echter niet onder het Vlaams Parlement, maar onder de Vlaamse administratie.